# ریچارد جنکینز
ریچارد دیل جنکینز (انگلیسی: Richard Dale Jenkins؛ زادهٔ ۴ مهٔ ۱۹۴۷) بازیگر آمریکایی است. او برای بازی در درام بازدیدکننده (۲۰۰۷) نامزد دریافت جایزه اسکار بهترین بازیگر نقش اول مرد شد. همچنین برای بازی در فانتزی شکل آب (۲۰۱۷) نامزد دریافت جایزهٔ اسکار در رشتهٔ بهترین بازیگر نقش مکمل مرد شد.

## فیلم‌شناسی
فهرست فیلم‌هایی که ریچارد جنکینز در آن‌ها به ایفای نقش پرداخته‌است:
- سیلورادو (۱۹۸۵)
- جادوگران ایست‌ویک - (۱۹۸۷)
- دزدی خانه- (۱۹۸۸)
- فولاد آبی (۱۹۹۰)
- بلوز مخفی (۱۹۹۳)
- ممکن است برای تو اتفاق بیفتد - (۱۹۹۴)
- به دام افتاده در بهشت - (۱۹۹۴)
- گرگ - (۱۹۹۴)
- یه چیزی راجع به مری هست- (۱۹۹۸)
- قلب تصادفی (۱۹۹۹)
- اعتراف (۱۹۹۹)
- جوخه مد (۱۹۹۹)
- بارش برف روی سروها (۱۹۹۹)
- شما اهل کدام سیاره هستید؟ (۲۰۰۰)
- بگو اینطور نیست (۲۰۰۱)
- مردی که آنجا نبود - (۲۰۰۱)
- یک شب در مک‌کول - (۲۰۰۱)
- سنگدلی تحمل‌ناپذیر - (۲۰۰۳)
- دوجینش ارزان‌تر است - (۲۰۰۳)
- سرزمین شمالی - (۲۰۰۵)
- شوخی با دیک و جین - (۲۰۰۵)
- بازدیدکننده - (۲۰۰۷)
- پادشاهی - (۲۰۰۷)
- افسانه دسپراکس - (۲۰۰۸)
- قلب من هاکبی(۲۰۰۸)
- بخوان و بسوزان (۲۰۰۸)
- برادرخوانده - (۲۰۰۸)
- جان عزیز - (۲۰۱۰)
- انتظار برای همیشه - (۲۰۱۰)
- بگذار وارد شوم - (۲۰۱۰)
- خاطرات عجیب و غریب - (۲۰۱۱)
- جک ریچر - (۲۰۱۲)
- کشتار با لطافت - (۲۰۱۲)
- کلبه‌ای در جنگل - (۲۰۱۲)
- لیبرال آرتس - (۲۰۱۲)
- ای.سی.او.دی - (۲۰۱۳)
- سقوط کاخ سفید - (۲۰۱۳)
- گور به گور - (۲۰۱۳)
- جیب خدا-(۲۰۱۴)
- لالایی (۲۰۱۴)
- تاماهاوک استخوانی (۲۰۱۵)
- آلیو کیتریج (مجموعه تلویزیونی)